# Songs of Leonard Cohen
Albums de Leonard Cohen
Songs From A Room
(1969)
Songs of Leonard Cohen est le premier album du chanteur canadien Leonard Cohen, sorti en 1967. Il marque le début de sa carrière musicale, à 34 ans, alors que Léonard Cohen était déjà connu depuis plus de dix ans pour ses poèmes.
C'est le découvreur de talents John H. Hammond qui a fait signer Léonard Cohen avec Columbia. Il devait également produire l'album mais fut remplacé par John Simon (en) pour des raisons de santé.
La collaboration avec ce dernier se passa très bien, le chanteur et le producteur étant la plupart du temps sur la même longueur d'onde. La voix grave, chaude et envoûtante de Leonard Cohen est accompagnée d'un picking (guitare) sur des cordes de nylon. Il y a également des violons grinçants, un flûtiau, un piano lointain, une guitare électrique, un orgue discret, et surtout des chœurs féminins surnaturels. Leur seul désaccord concerna la chanson Suzanne : Simon voulait accompagner le morceau par de lourdes syncopes au piano et de la batterie (instrument), alors que Cohen ne voulait de batterie sur aucun de ses morceaux.
En décembre 1967, John Simon part en vacances, laissant Cohen terminer seul le mixage de l'album. À sa sortie, il eut un succès modeste aux États-Unis, et un bien meilleur en Grande-Bretagne et en Europe.
Une version remasterisée de l'album (et des deux albums suivants) est sortie le 24 avril 2007, avec deux outtakes de 1967 (Store Room et Blessed Is the Memory).
L'album est cité dans l'ouvrage de référence de Robert Dimery Les 1001 albums qu'il faut avoir écoutés dans sa vie et dans beaucoup d'autres listes.

## Morceaux marquants
De nombreux morceaux de cet album sont devenus des classiques : The Stranger Song, Sisters of Mercy, So Long Marianne...

### Suzanne
Suzanne est une ode à Suzanne Verdal, l'ancienne épouse d'un ami personnel de Cohen, le sculpteur québécois Armand Vaillancourt. La femme est décrite comme une « demi-folle » avec qui « on peut passer une nuit entière » et avec qui « on voudrait voyager ». Contrairement à certaines croyances, le morceau ne se réfère pas à celle qui sera la compagne de Leonard Cohen dans les années 1970, Suzanne Elrod.
Le deuxième couplet contient une allusion peu conventionnelle sur Jésus, qui a été retirée dans au moins une reprise. Ce couplet fait référence à la figure de Jésus présente au sommet de l'église des marins à Montréal.

### Sisters of Mercy
Sisters of Mercy est une chanson qui décrit un groupe de femmes très accueillantes, dont on ne sait si elles sont des nonnes ou des prostituées, ou les deux.
Le groupe de rock gothique anglais The Sisters of Mercy s'est nommé en référence à cette chanson de Leonard Cohen. Ils publieront d'ailleurs aussi une chanson appelée Marian, et une compilation intitulée Some girls wander by mistake, phrase tirée du premier album de Leonard Cohen.

### So Long, Marianne
So Long, Marianne fait référence à Marianne Ihlen, l'ex-épouse de l'écrivain scandinave Axel Jensen, ami de Leonard Cohen. Cohen a vécu à Hydra avec Marianne après qu'Axel Jensen l'eut quittée.

## Liste des titres
| 1.    | Suzanne                                | 3:47 |
| 2.    | Master Song                            | 5:58 |
| 3.    | Winter Lady                            | 2:14 |
| 4.    | The Stranger Song                      | 5:05 |
| 5.    | Sisters of Mercy                       | 3:30 |
| 6.    | So Long, Marianne                      | 5:37 |
| 7.    | Hey, That's No Way to Say Goodbye (en) | 3:05 |
| 8.    | Stories of the Street                  | 4:35 |
| 9.    | Teachers                               | 2:58 |
| 10.   | One of Us Cannot Be Wrong              | 4:25 |
| 41:14 |                                        |      |

| Bonus de la réédition 2007 | Bonus de la réédition 2007 | Bonus de la réédition 2007 | Bonus de la réédition 2007 | Bonus de la réédition 2007 | Bonus de la réédition 2007 | Bonus de la réédition 2007 | Bonus de la réédition 2007 | Bonus de la réédition 2007 | Bonus de la réédition 2007 |
| No                         | Titre                      | Durée                      |                            |                            |                            |                            |                            |                            |                            |
| -------------------------- | -------------------------- | -------------------------- | -------------------------- | -------------------------- | -------------------------- | -------------------------- | -------------------------- | -------------------------- | -------------------------- |
| 11.                        | Store Room                 | 5:02                       |                            |                            |                            |                            |                            |                            |                            |
| 12.                        | Blessed Is the Memory      | 3:04                       |                            |                            |                            |                            |                            |                            |                            |
| 49:20                      |                            |                            |                            |                            |                            |                            |                            |                            |                            |

## Personnel
- Leonard Cohen : chant, guitare acoustique
- Willy Ruff : basse (So Long, Marianne, Stories of the Street)
- Nancy Priddy : chœurs (Suzanne, So Long, Marianne, Hey, That's No Way to Say Goodbye)
- Chester Crill, Chris Darrow, Solomon Feldthouse, David Lindley – flûte, mandoline, Jew's harp, violon et plusieurs instruments du Moyen-Orient (Master Song, Winter Lady, Sisters of Mercy, So Long, Marianne, Hey, That's No Way to Say Goodbye, Stories of the Street, Teachers)
- Jimmy Lovelace : batterie (So Long, Marianne)

## Influences
Trois des morceaux de l'album, The Stranger Song, Winter Lady, et Sisters of Mercy furent utilisés dans le film de Robert Altman John McCabe (1971) comme une sorte de fil conducteur. Chaque morceau est en quelque sorte le leitmotiv d'un des personnages principaux, respectivement John McCabe, Constance Miller et le groupe de prostituées. Dans la version doublée en français, les morceaux ont été remplacés par leur adaptation en français par Graeme Allwright.
Le titre So Long, Marianne figure dans la bande originale du film Good Morning England (2009) ainsi que dans celle de Fata Morgana (1971) de Werner Herzog.

## Certifications
| Pays        | Association | Certification | Ventes/Équivalences |
| ----------- | ----------- | ------------- | ------------------- |
| Allemagne   | BVMI        | or            | 250 000             |
| Australie   | ARIA        | platine       | 70 000              |
| États-Unis  | RIAA        | or            | 500 000             |
| France      | SNEP        | or            | 100 000             |
| Royaume-Uni | BPI         | argent        | 60 000              |